# リリアン・シュワルツ
リリアン・F・シュワルツ（Lillian F. Schwartz、1927年7月13日 - 2024年10月12日）は、アメリカ合衆国の芸術家である。ほぼ全ての作品でコンピュータ・メディアを使用した最初の芸術家の一人であり、コンピュータを利用した芸術の先駆者とされる。シュワルツのプロジェクトの多くは、マイコン革命によって芸術家の間にコンピュータが普及するより以前の1960年代から1970年代にかけて行われたものである。

## 若年期と教育
オハイオ州シンシナティ出身。シュワルツの幼少期は世界恐慌の時期であり、スレート、泥、棒、チョークなどを使って芸術作品を作っていた。第二次世界大戦中には看護師になるための勉強をしていたが、この時に得た解剖学・生物学の知識や石膏の使用法などの訓練が、後の芸術家としての活動に役に立った。戦後、占領下の日本の広島と長崎に滞在していたが、その間にポリオに感染して一時半身不随になった。そのリハビリの一環として書道を学んだ。
帰国後、金属や樹脂など、様々な材料を用いた実験的な彫刻作品を製作した。この間、プラスチック溶剤の影響と見られる甲状腺癌を罹患し、手術を受けた。

## キャリア
1966年から、シュワルツはポンプなどの機械装置や照明を使った作品を製作するようになり、同年、芸術家と技術者による芸術集団である「芸術と技術の実験」(E.A.T.)の一員となった。1968年にニューヨーク近代美術館(MoMA)で開催された、初期のマシンアートの重要な展覧会である"The Machine as Seen at the End of the Mechanical Age"（機械時代の終わりに見た機械）に、シュワルツの彫刻作品「プロキシマ・ケンタウリ」(Proxima Centauri)も出品された。この作品は後に、『スター・トレック』のエピソードにおける特殊効果に使用された。
1868年、シュワルツはレオン・ハーモンの勧誘によってベル研究所の一員となった。ベル研究所ではジョン・ヴォラロら技術者や、ケン・ノウルトンとの共同作業を行った。ノウルトンはコンピュータグラフィックスの先駆者の一人であり、1968年のMoMAでの展覧会にも出品していた。この共同作業の成果として、視覚パターンの自動生成アルゴリズムによるコンピュータアニメーション映画が製作された。同時期、シュワルツはニュースクール大学でプログラミングの講義を受講し、手描き、デジタルコラージュ、コンピュータ等による画像処理、光学的処理を組み合わせた絵画や映像作品の製作を始めた。シュワルツは、当初はノウルトンが1963年に開発したCG用言語BEFLIXを使用し、その後、EXPLORやSYMBOLICSを使用した。
シュワルツはノウルトンと共同で、1975年までに10本のコンピュータアニメーション作品、Pixillation, Olympiad, UFOs, Enigma, Googolplex, Apotheosis, Affinities, Kinesis, Alae, Metamorphosisを製作した。当時はまだ、コンピュータ上での映像編集を行うことはできず、フィルムに現像して物理的に編集するという従来の方法で編集が行われた。
シュワルツは、色覚や音響の科学的研究も行っている。ベル研究所、IBMのトーマス・J・ワトソン研究所、エクソン研究所でコンサルタントを務めたこともある。
2024年10月12日、ニューヨークの自宅で死去。97歳没。

## 著名な作品
シュワルツは、レオナルド・ダ・ヴィンチの作品を自身の作品に多用した。代表的なものが「モナ/レオ」(Mona/Leo)で、これは、レオナルドの自画像を反転したもので『モナ・リザ』の右半分を置き換え、その類似性を示したものである。シュワルツは、両者は目の下、眉毛、鼻、顎の位置が一致しており、『モナ・リザ』はレオナルドの自画像であると主張した。
また、シュワルツは、独自のレイトレーシングプログラムを使って、レオナルドの『最後の晩餐』の遠近法の異常性を調査した。シュワルツは、この絵の透視線は、この絵が掲げられているサンタ・マリア・デッレ・グラツィエ教会の食堂の建築の延長線上にあり、レオナルドが標準の遠近法から外れて一定の変更を加えたことを示していると主張した。

## 評価
ノーベル物理学賞受賞者のアーノ・ペンジアスは、シュワルツは「コンピュータを芸術的なメディアとして確立させた先駆者」であると評した。哲学者・芸術家のティモシー・ビンクリーは、先駆者であり巨匠であると評した。シュワルツが製作した映画作品は、ヴェネツィア、カンヌなどの映画祭に出品され、多くの賞を受賞している。1980年代、改装されたニューヨーク近代美術館のためにシュワルツが製作したテレビCMがエミー賞を受賞した。
シュワルツの作品は、ニューヨーク近代美術館、メトロポリタン美術館、ホイットニー美術館、ストックホルム近代美術館、ポンピドゥー・センター、アムステルダム市立美術館、グラン・パレなどの世界各地の美術館や展覧会で展示されている。
シュワルツは、メリーランド大学計算機科学部客員教授、キーン大学芸術学部非常勤講師、ラトガーズ大学視覚芸術学部非常勤講師、ニューヨーク大学芸術科学部心理学科非常勤講師、スクール・オブ・ビジュアル・アーツ大学院教授などを務めた。1988年、世界芸術科学アカデミーのフェローに選出された。

## 受賞歴
- 2021年 - コンピュータ歴史博物館フェロー（コンピュータの殿堂）
- 2021年 - ウィンザー・マッケイ賞[11]
- 2015年 - ACM SIGGRAPH 2015 Distinguished Artist Award for Lifetime Achievement in Digital Art[12]
- 1985年 - Information Film Producers of America Cindy Award for the Museum of Modern Art public service announcement
- 1985年 - 27th Annual American Film Festival Award for the Museum of Modern Art public service announcement
- 1984年 - 28th Annual New York Emmy Awards, Outstanding Public Service Announcement Award for Museum of Modern Art public service announcement[13]
- 1982年 - National Endowment for the Arts Grant
- 1978年 - Pablo Neruda Director's & Writer's Award for Poet of His People
- 1978年 - Director's & Purchase Award, Sinking Creek Film Festival, for L'Oiseau
- 1972年 - National Academy of Television, Arts, & Sciences, Special Award for Special Effects for Enigma
- 1972年 - International ICOGRADA Jury Award for U.F.O.'s
- 1972年 - Award for Excellence at Festival International du Cinema en 16 mm. de Montreal, for Enigma
- 1971年 - CINE Golden Eagle Award for Pixillation

## 著書
- "Computer-Aided Illusion: Ambiguity, Perspective and Motion." Visual Computer, June 1998.[14]
- "Computers and Appropriation Art: The Transformation of a Work or Idea For a New Creation." Leonardo, 29:1, 1996.
- "Electronic Restoration: Preserving and Restoring Great Works of Art." SCAN '95 Proceedings, 1995.
- "The Art Historian's Computer." Scientific American, April 1995.
- "The Morphing of Mona." Computers & Graphics Special Issue, ed. C. Machover, Pergamon Press, 1995.
- "Lessons from Leonardo da Vinci: Additions to His Treatise on Computers and Art." World Academy of Art and Science Proceedings, Dec. 1992.
- "Piero della Francesca and the Computer: Analysis, Reconstruction, and Inheritance." Visual Computer, Springer-Verlag, 1993.
- The Computer Artist's Handbook (with Laurens R. Schwartz). Norton, 1992.
- "The Mask of Shakespeare." Pixel - Journal of Scientific Visualization, 3:3, March/April 1992.
- "Computer Artists as Interactive Performers: The First Digital Transmission Via Satellite of a Real-Time Drawing." SCAN: Proceedings of the Eleventh Annual Symposium on Small Computers in the Arts, Nov. 15-17, 1991.
- "Real-Time Art by Computer." Interactive Art and Artificial Reality, ed. Gregory Garvey, ACM Siggraph, Aug. 1990.
- "The Mona Lisa Identification." The Visual Computer, Springer-Verlag, 1988.
- "The Staging of Leonardo's Last Supper." Leonardo (Supplemental Issue), Pergamon Press, 1988.
- "From UFO's to Pablo Neruda." Scientific American/International Proceedings Art Expo - Hanover, 1988.
- "Leonardo's Mona Lisa." Art & Antiques, Jan. 1987.
- "The Computer and Creativity." Transactions of the American Philosophical Society, vol. 75, part 6, 1985.
- "Experimenting with Computer Animation." Siggraph '84: Interdisciplinary Issues in Computer Art and Design, 1984.
- "Filmmaking with Computer" (with C.B. Rubinstein). Interdisciplinary Science Reviews, 4:4, 1979.
- "Art-Film-Computer." Artist and the Computer, ed. Ruth Leavitt, Harmony Books, 1976.
- "The Artist and Computer Animation." Computer Animation, ed. John Halas, Hastings House, 1974.